# Щеглов, Борис Григорьевич
Борис Григорьевич Щеглов (род. 19 ноября 1939) — советский и российский геофизик, поэт, бард.

## Биография
Борис Щеглов родился 19 ноября 1939 г. в селе Сухарево в Московской области. В 1966 г. окончил Московский институт нефтехимической и газовой промышленности им. акад. М. И. Губкина. Работал в геофизических экспедициях во многих районах СССР и на Кубе.
С 1956 г. Борис Щеглов начал сочинять песни и исполнять их, аккомпанируя себе на семиструнной гитаре.
Неоднократно становился лауреатом песенных фестивалей в Москве (1967), Одессе (1970), Куйбышеве (1974).

## Наиболее известные песни
- Магнитная разведка уходит на маршрут… (Магнитная разведка)
- Рассказам верь или не верь… (Эхо)
- Солнце ястребом кружит… (Тундра)
- Зима кончается почти… (Памяти Арика Круппа)
- Как ни пой, ни крути — серебрятся кудри… (Круговая чаша)
- Давайте не будем прощаться… — в соавторстве с В. Туриянским, В.Боковым
- Мы не привыкли петь с чужого голоса… (Полюс друзей)
- У всех тревог одна забота… (Дон-Кихот)
- Эльдорадо
- Большая Медведица
- В минуты музыки (на стихи Н. Рубцова)
- Полевая сейсмика… (Полевая сейсмика, матушка-кормилица)

## Книги
- Круговая чаша,
- Тропинки души